# Лебедин (авіабаза)
Авіабаза Лебедин (ICAO: UKBF) — колишня авіабаза в Україні, розташована приблизно за 2,5 км на південь від центру
Лебедина.
У 1936 р. в Лебедині був створений військовий аеродром, а для льотчиків побудоване військове містечко. Там і нині зберігаються деякі будівлі ще «сталінської» архітектури.
В 1961 році у військовому містечку неподалік від колишньої авіабази створена 304-та військова школа молодших фахівців, яка готувата сержантський склад для Ракетних військ Стратегічного Призначення СРСР.